# Pierre Debergé
Mgr Pierre Debergé, né le 31 mars 1956 à Ossages (Landes), est un prêtre catholique français. Il est recteur de l’Institut catholique de Toulouse de 2004 à 2013.

## Biographie
Pierre Debergé est ordonné prêtre le 28 juin 1981 pour le diocèse d'Aire et Dax.
Diplômé de l'université hébraïque de Jérusalem, le 8 février 1982, le P. Debergé continue ses études afin d'obtenir sa licence en sciences bibliques, le 23 juillet 1983 à l'Institut biblique pontifical de Rome.
De 1983 à 1986, il a diverses responsabilités à Mont-de-Marsan : il est aumônier du collège-lycée de la Croix Blanche, prêtre coopérateur à la paroisse de la Madeleine ; il participe à des mouvements et services diocésains. Tout en continuant à étudier à l'université pontificale grégorienne où il obtient son doctorat en théologie, mention Summa cum Laude, le 11 juin 1986.
De 1986 à 1990, le P. Pierre Debergé devient enseignant au séminaire de Dax ; il participe au service diocésain de la formation. Il est aussi étudiant à l’Institut de formation pour l’éducation du clergé durant l’année universitaire 1987-1988. De 1990 à 1995, il est enseignant au séminaire de Bayonne et travaille notamment dans les domaines de la formation et de l’accompagnement des mouvements de laïcs.
Depuis septembre 1995, le père Debergé est enseignant à la Faculté de théologie et à l’Institut catholique de Toulouse. Il fait partie de l'équipe d'exégètes ayant participé à la traduction de la bible publiée par Bayard en 2001. Jusqu’en 2004, il participe régulièrement au Service diocésain de formation du diocèse d’Aire et Dax. Entre juillet 1999 et juin 2004, il est doyen de la Faculté de théologie de l'Institut catholique de Toulouse puis devient recteur de l’Institut catholique de Toulouse le 31 mars 2004.
Le 24 mai 2007, le pape Benoît XVI le nomme prélat d’honneur de Sa Sainteté. Le 12 mars 2010, Mgr Debergé est élu président de l’Union des établissements supérieurs de l’enseignement catholique.
Le 10 mars 2011, Valérie Pécresse, alors ministre de l'Enseignement supérieur et de la Recherche, nomme Mgr Pierre Debergé membre du Comité consultatif pour l’enseignement supérieur privé.
Il est directeur du Centre universitaire Guilhem de Gellone à Montpellier depuis septembre 2014.
Il est membre de la Commission biblique pontificale depuis octobre 2014.
Depuis le 1er août 2019, Mgr Pierre Debergé est directeur au séminaire français pontifical de Rome.

## Distinctions
- Prélat d’honneur de Sa Sainteté (2007[4])
- Chevalier de la Légion d'honneur (2011)[7]
- Chevalier de l'ordre des Palmes académiques (2012)

## Publications
- Réflexion biblique et théologique sur le pouvoir à partir de Marc 10, 35-45 : « De la sacralisation à la sacramentalité », Rome, Pontificia universitas gregoriana, 1991
- Enquête sur le pouvoir : approche biblique et théologique, Paris, Nouvelle Cité, coll. « Racines », 1997, (traduction)
- Saint Paul, Toulouse, Source de Vie, 1998
- L’argent dans la Bible : ni pauvre ni riche, Montrouge, Nouvelle Cité, coll. « Racines », 1999
- Que sait-on du Nouveau Testament ?, Paris, Bayard, 2000 (traduction)
- L'amour et la sexualité dans la Bible, Paris, Nouvelle Cité, coll. « Racines », 2001
- « La justice dans le Nouveau Testament », in Cahiers Évangile , 2001
- Saint Pierre, Paris, Éditions de l'Atelier ; Éd. Ouvrières, coll. « La Bible tout Simplement », 2003
- Livres de Samuel, Paris, Gallimard, coll. « Folio », 2003 (traduction)
- « Paul, le Pasteur », in Cahiers Évangile, 2004
- Avec Pierre et Paul en suivant les Actes des Apôtres, Toulouse, Source de Vie, coll. « Apostolat de la prière », 2005
- L'Évangile de Luc, Paris, Bayard, coll. « Prier 7 jours avec la Bible », 2006
- Saint Paul, l'Évangile de la liberté, Paris, Parole et Silence ; Lethielleux, 2008
- Jésus, le Christ : un débat politique ?, Paris, Bayard, 2009
- L’amour et la sexualité dans la Bible, 2e édition revue et augmentée, Paris, Nouvelle Cité, coll. « Racines », 2011
- Un peu moindre qu’un Dieu : Bible et condition humaine, Paris, Bayard, 2013, 410 p.
- Je sais en qui j’ai mis ma foi, Paris, Artège, 2013
- Ce que la Bible dit sur le pouvoir, Nouvelle Cité, 2014
- L'Amour vainqueur. Du scandale de la Croix à l'indicible de la Résurrection, Paris Médiaspaul, 2015
- Ce que la Bible dit sur le corps, Nouvelle Cité, 2015
- « Pour lire l'évangile selon Saint Luc », Cahiers Evangile, 2015
- Promise à une haute destinée; l’humanité selon la Bible. Nouvelle cité, Octobre 2022.